# (17431) Sainte-Colombe
(17431) Sainte-Colombe est un astéroïde de la ceinture principale.

## Description
(17431) Sainte-Colombe est un astéroïde de la ceinture principale. Il fut découvert par Eric Walter Elst le 3 septembre 1989 à l'observatoire de Haute-Provence. Il présente une orbite caractérisée par un demi-grand axe de 2,34 UA, une excentricité de 0,126 et une inclinaison de 6,74° par rapport à l'écliptique.
Il fut nommé en hommage à Jean de Sainte-Colombe (1640-1700), compositeur français.

## Compléments